# Cyklostezka Varhany
Cyklostezka Varhany byla vybudována na zemním tělese zrušeného úseku železniční trati Česká Kamenice – Česká Lípa mezi Českou Lípou a Kamenickým Šenovem. Přípravy na výstavbu cyklostezky začaly v roce 2001, výstavba prvního úseku v říjnu 2007. Dolní část cyklostezky je částečně začleněna do dálkové trasy Zelená cyklomagistrála Ploučnice, horní je součástí cyklistické trasy 3056. Celá trasa byla dokončena v roce 2013.

## Historie a popis železniční trati

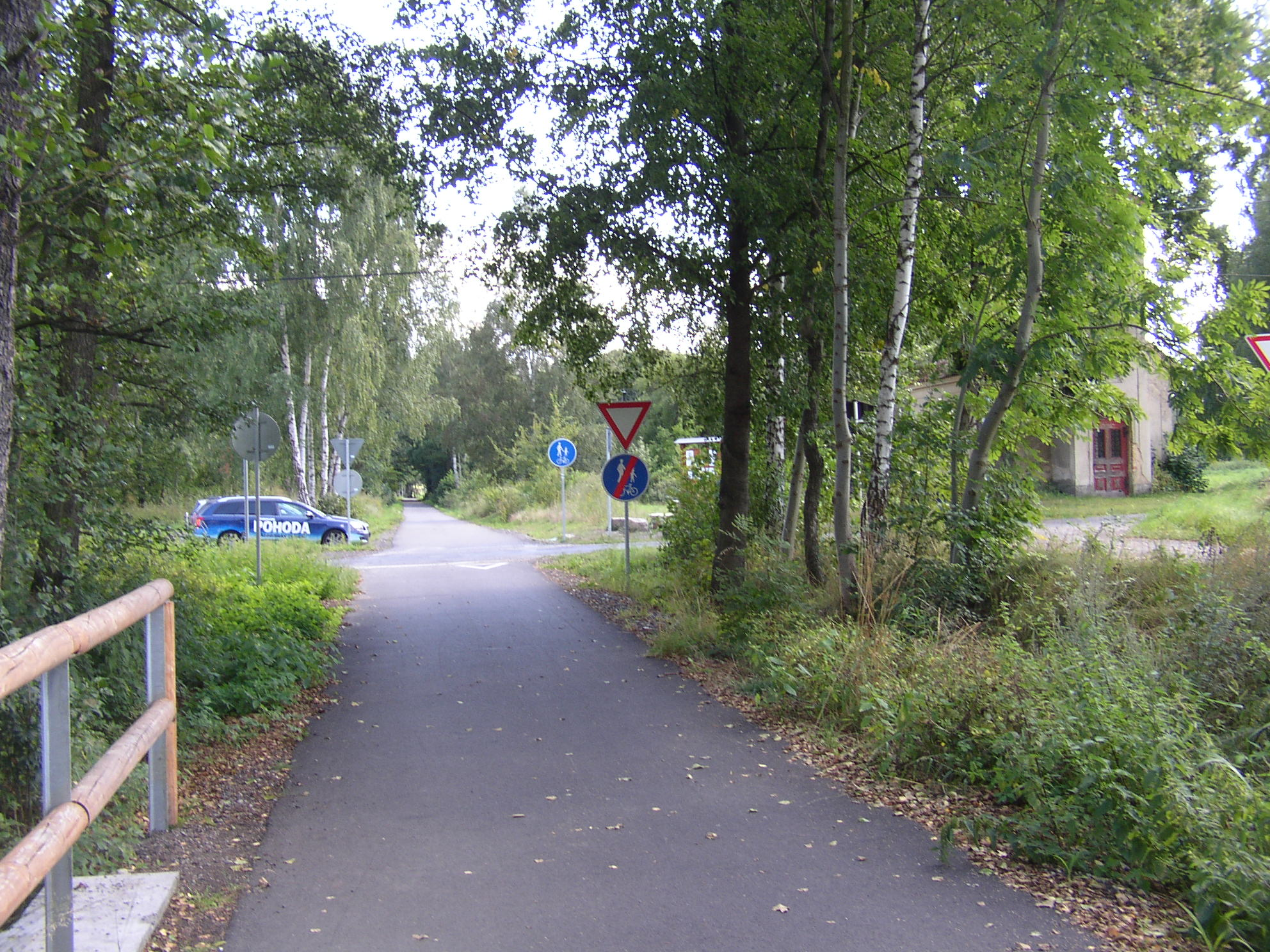
Křížení cyklostezky Varhany se silnicí v Manušicích

Železnice byla v tomto úseku provozována od 29. srpna 1903 do 29. září 1979 s označením 8c. Kolejový svršek byl po zastavení provozu snesen. Zbylá, starší část trati (do České Kamenice) zůstala zachována a je na ní příležitostný muzejní provoz.

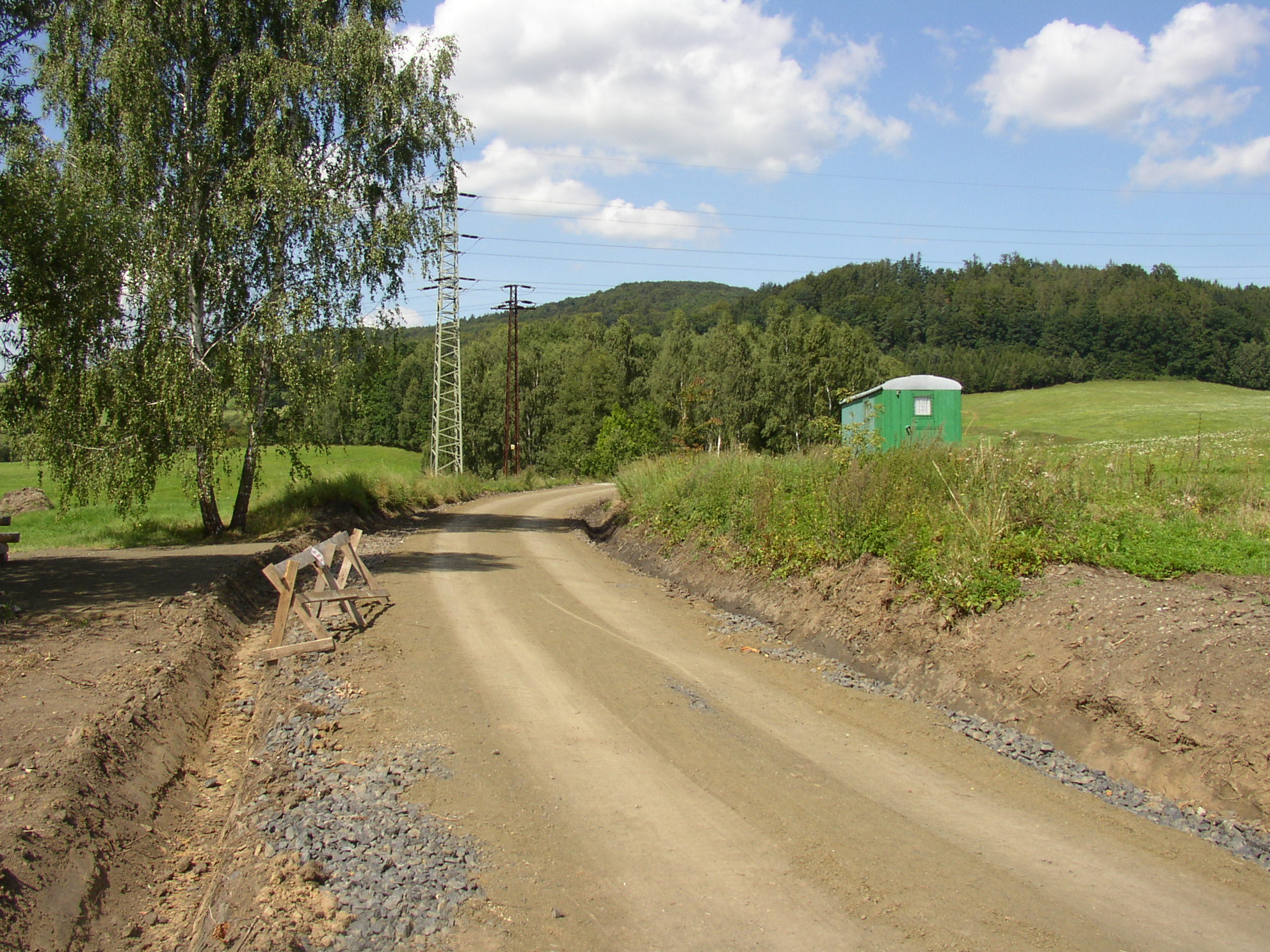
Výstavba části cyklostezky Varhany z Horní Libchavy a Volfartic

Na původní trati byly tyto stanice a zastávky: 
- Kamenický Šenov (neformálně nazývaná též Kamenický Šenov dolní nádraží)
- Horní Prysk
- Prácheň - Kamenický Šenov (později nazývána Kamenický Šenov horní nádraží)
- Nový Oldřichov
- Mistrovice
- Nová Ves
- Volfartice
- Horní Libchava
- Manušice
- Česká Lípa-městský sad (dnes Česká Lípa střelnice)

Podle původních záměrů měla být obnovena železniční trať v úseku mezi kamenickošenovským dolním a horním nádražím a cyklostezka měla na muzejní dráhu navazovat u horního nádraží. 

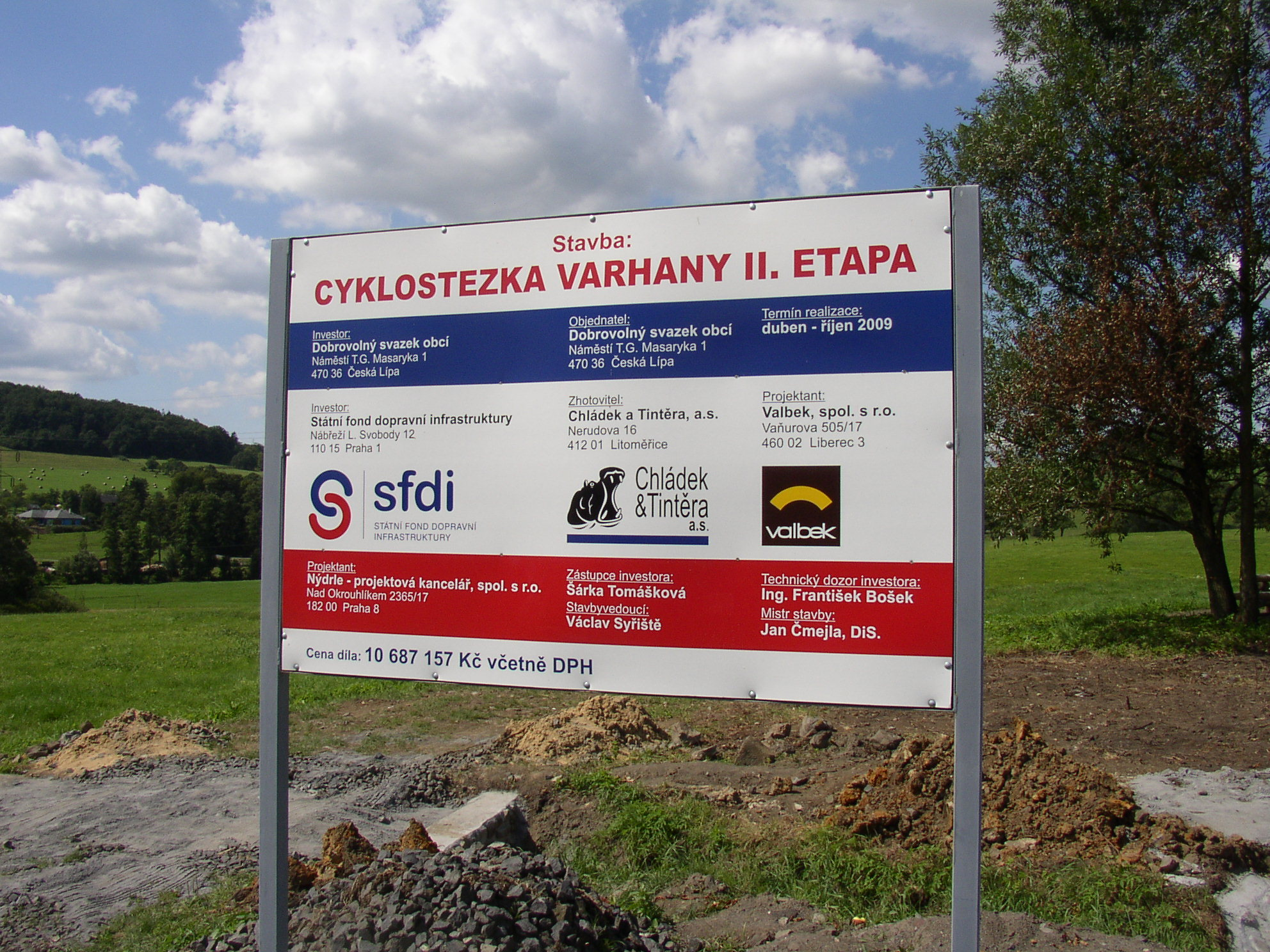
Informační tabule o výstavbě cyklostezky v Horní Libchavě

## Příprava výstavby
Myšlenku zřízení cyklostezky v úseku od horního kamenickošenovského nádraží do České Lípy podporoval již koncem 90. let Klub přátel lokálky.
Investorem prvních dvou etap byl Svazek obcí Cyklostezka Varhany, založený v roce 2001, jehož členy jsou města Česká Lípa a Kamenický Šenov a další obce Horní Libchava, Volfartice a Nový Oldřichov.
Budování cyklostezek po zrušených železničních tratích je současným trendem v USA, Kanadě a Austrálii, dále ve Španělsku, Francii, Itálii, Belgii a v dalších evropských zemích. Na území České republiky je přes 1000 km neprovozovaných železničních tratí, z toho 90 % jsou již zrušené tratě. Cyklostezka rovněž konzervuje pozemek pro případné budoucí obnovení železnice. Záměrem přeměny zrušených tratí v cyklostezka se zabývá Nadace Partnerství v rámci svého programu Zelené stezky Greenways.
Studie proveditelnosti byla zpracována v roce 2001 firmou Atelier 107 z Ústí nad Labem. V roce 2002 tatáž firma zpracovala podrobnější technickou zprávu. V letech 2003–2004 firma Valbek zhotovila projektovou dokumentaci pro tři etapy výstavby.
Plán byl takový: první úsek o délce 5,3 km povede v úseku Česká Lípa – Manušice – Horní Libchava. Ve druhé etapě byla stezka prodloužena o 3 kilometry do Volfartic a ve třetí etapě o 9 kilometrů do Kamenického Šenova. Celkové náklady na výstavbu se odhadují na asi 70 milionů Kč, resp. 60–80 milionů Kč.

## Stavba prvního úseku
Dne 16. října 2007 byla zahájena výstavba prvního úseku. Ve výběrovém řízení získala zakázku na výstavbu liberecká firma STRABAG, a. s. Náklady byly před zahájením výstavby spočteny na 17 milionů Kč, z toho asi 60 % bylo hrazeno z podpory Státního fondu dopravní infrastruktury, zbytek hradily obce ze svazku, z toho město Česká Lípa uhradila 3 miliony ze svého rozpočtu pro rok 2006 a 4 miliony z rozpočtu pro rok 2007. První úsek měl být podle záměrů z října 2007 dokončen do konce roku 2007, ve skutečnosti byl otevřen až 26. června 2008.

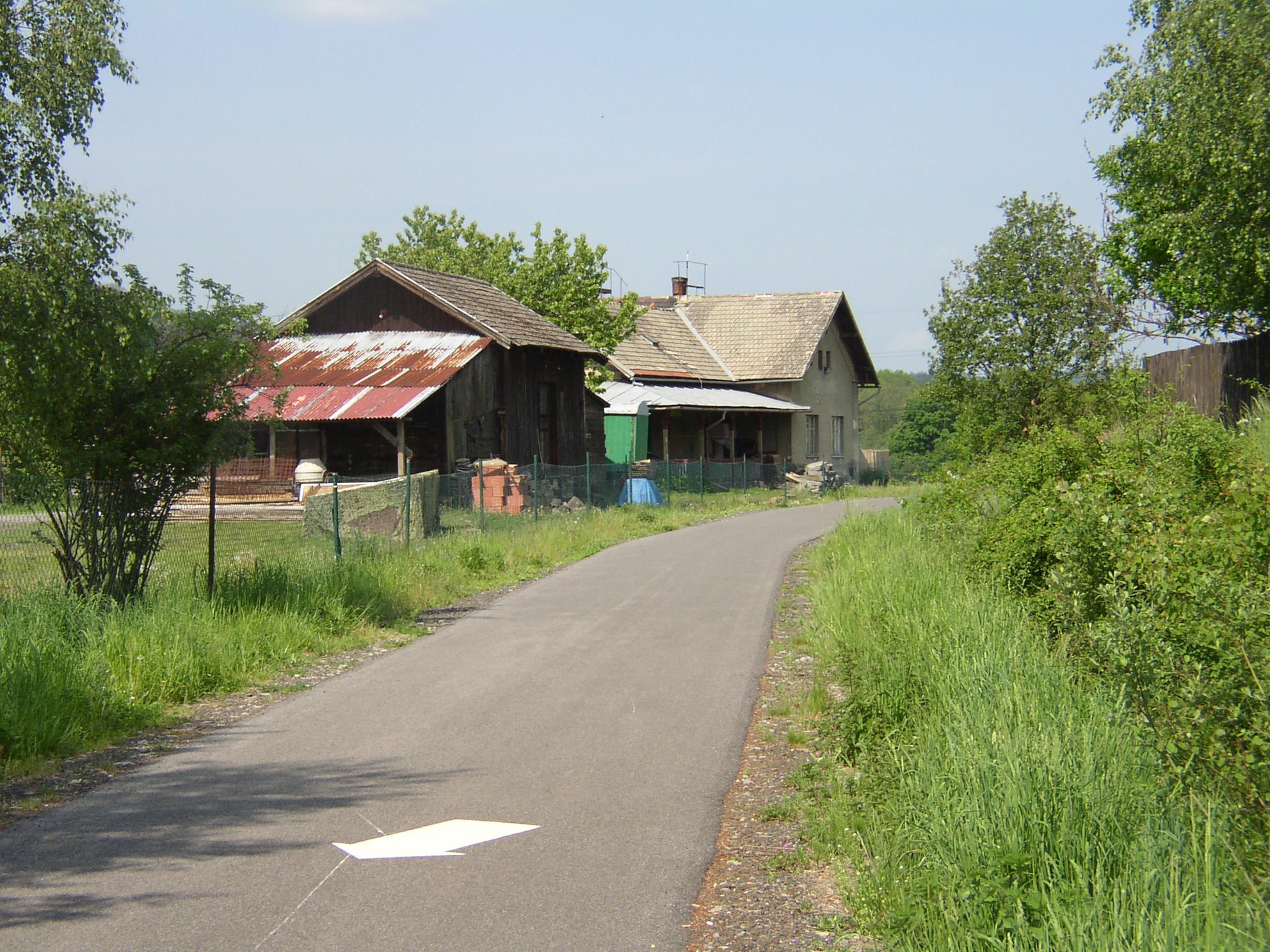
Bývalé nádraží v Horní Libchavě

Krátce po zpřístupnění cyklostezky se zde začaly objevovat četné závady a proto se sdružení obcí rozhodlo zadat zhotovení dalších částí jiné firmě.
V dubnu 2009 Městský úřad v České Lípě oznámil, že ještě téhož měsíce budou provedeny opravy poškozených dosud vybudovaných částí a zahájena další etapa výstavby. Během roku 2009 má být vybudován úsek 2,9 km z Horní Libchavy do Volfartic. Finančně se bude podílet Státní fond dopravní infrastruktury.

## Výstavba druhého úseku

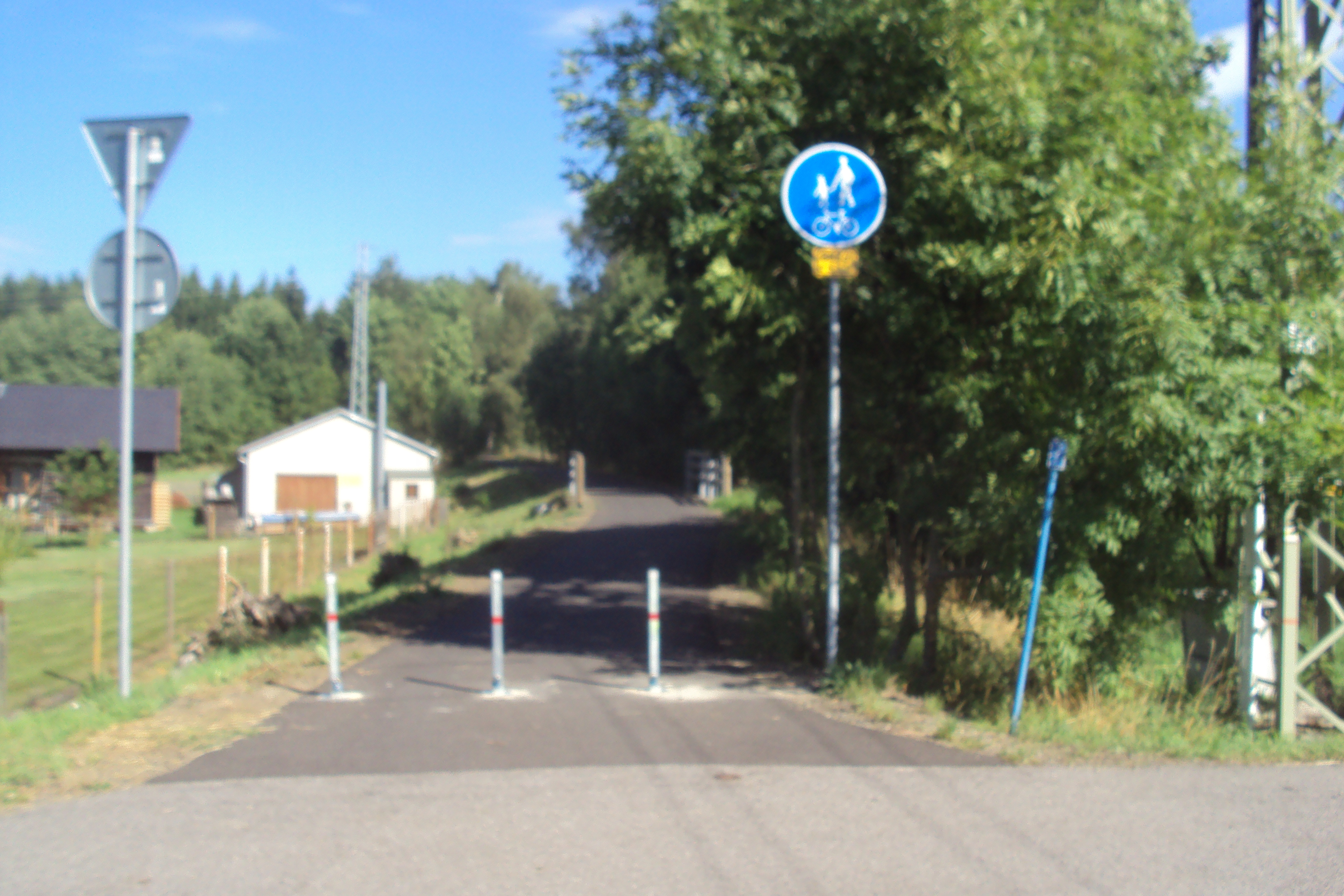
Křížení žluté pro pěší s cyklostezkou v Novém Oldřichově

Počátkem listopadu 2009 byl dobudován a zprovozněn téměř 3 km dlouhý úsek mezi Libchavou a Volfarticemi. Celková délka cyklostezky byla k témuž datu 8 km, náklady byly 11 milionů korun.

## Třetí úsek
V listopadu 2010 získal Svazek obcí Cyklostezka Varhany příslib dotování poslední etapy z Volfartic do Kamenického Šenova, do blízkosti Panské skály. Místo původního Státního fondu bude dostavbu posledního úseku dotovat Evropský fond pro regionální rozvoj. Odhadované náklady byly 45 milionů Kč (s příslibem snížení) a celá akce by měla skončit do konce roku 2013.
Poslední úsek byl dokončen koncem srpna 2013 a 6. září 2013 byl slavnostně otevřen.

## V plném provozu
Na podzim 2013 se zainteresované obce dohodly zvýšit od příštího roku finanční příspěvek na nutnou celoroční údržbu celé trasy o třetinu. Po dostavbě trasy se obce dohodly i na společné údržbě. V dubnu 2014 se zapojily do úklidu i školy.
Kolem nedořešeného začátku trasy a problémům s údržbou v České Lípě jsou vedeny opakované mediální spory.

## Začlenění do sítě cyklotras
Cyklostezka Varhany spolu s také novou cyklostezkou na Žízníkov se staly součástí cyklotrasy 3054, která začíná v Provodíně jižně od České Lípy, přes Vlčí Důl a Žízníkov prochází Českou Lípu na sever, přes zde popisovaný úsek pak končí u Nového Boru. V České Lípě začíná cyklostezka až za hranicí města, protože úsek od stanice Střelnice se městu nepovedlo vykoupit. Cyklotrasa 3054 po průniku městem vede po výpadovce na Manušice, po 200 metrech za označením konce města je odbočka doprava na vyasfaltovaný začátek cyklostezky Varhany. V České Lípě se lze napojit na cyklotrasu 3053, jejíž součástí je Cyklostezka Písečná.